# 民族保守主義
民族保守主義（英語：National conservatism）是一種重視「民族利益和傳統社會結構、種族觀點」，具有民族主义元素的保守主義思想，但不一定屬於極右派。許多民族保守主義者同時也是社會保守主義者，支持限制移民、難民及反对多元文化主義，而在歐洲通常為歐洲懷疑主義者。
民族保守主義與社會保守主義類似，其本身可能非常傾向於維持傳統家庭和社會穩定（部分反對墮胎及LGBT權利）。一名奧地利學者表示：「民族保守主義讚揚家庭是身分、團結和情感的家與中心」
除了這些共同元素，民族保守主義者在不同國家裡，依當地因素的不同而有不同的觀點。尤其是在經濟議題上，民族保守主義者的觀點可以從支持計劃經濟到中間派的混合經濟，或是自由放任經濟。
因此，將自由市場經濟視為優先的民族保守主義者可自經濟保守主義中區隔出來。一些評論家認為民族和經濟保守主義間的差距已逐漸擴大：「......（今日）多數右派政黨採取經濟保守主義，在不同程度上忽略社會、文化和民族保守主義。」部分反對者批评民族保守主義者实际上是法西斯主义者，只是不会公开宣扬並會與那些極右派組織保持距離。

## 世界各地的民族保守主義政黨

### 歐洲
- 奥地利－奧地利人民黨、奧地利自由黨
- 荷蘭－自由黨
- －克羅地亞民主聯盟（Hrvatska demokratska zajednica）
- 法國－民族陣線
- 盧森堡－選擇民主改革黨（Alternativ Demokratesch Reformpartei）
- 德国－德國另類選擇
- 挪威－挪威進步黨
- 瑞典－瑞典民主黨
- 芬兰－正統芬蘭人黨
- 丹麦－丹麥人民黨
- 塞爾維亞－塞爾維亞進步黨
- 拉脫維亞－祖國與自由（Tēvzemei un Brīvībai/LNNK）
- 西班牙－人民黨
- 波蘭－法律與公正黨[2][5]、波蘭家庭聯盟（Liga Polskich Rodzin, LPR）
- 匈牙利－青年民主主義者聯盟
- 義大利－北方聯盟
- 希腊－獨立希臘人
- 比利时－法蘭德斯利益黨（Vlaams Belang）
- 瑞士－瑞士人民黨
- 英国－英國獨立黨（UK Independence Party）
- 北爱尔兰－北愛爾蘭民主統一黨（Democratic Unionist Party）
- 羅馬尼亞－大羅馬尼亞黨

### 亞洲
- 亞美尼亞－亞美尼亞共和黨（Հայաստանի Հանրապետական Կուսակցություն, ՀՀԿ）
- 土耳其－民族行动党、好党
- 以色列－以色列聯合黨、以色列我們的家園
- 印度－印度人民黨
- 马来西亚－巫統
- 日本－ 自由民主黨
- －国民力量党
- 中華民國－台灣團結聯盟

### 大洋洲
- －單一民族黨
- 新西兰－紐西蘭優先黨